# 也里可溫教

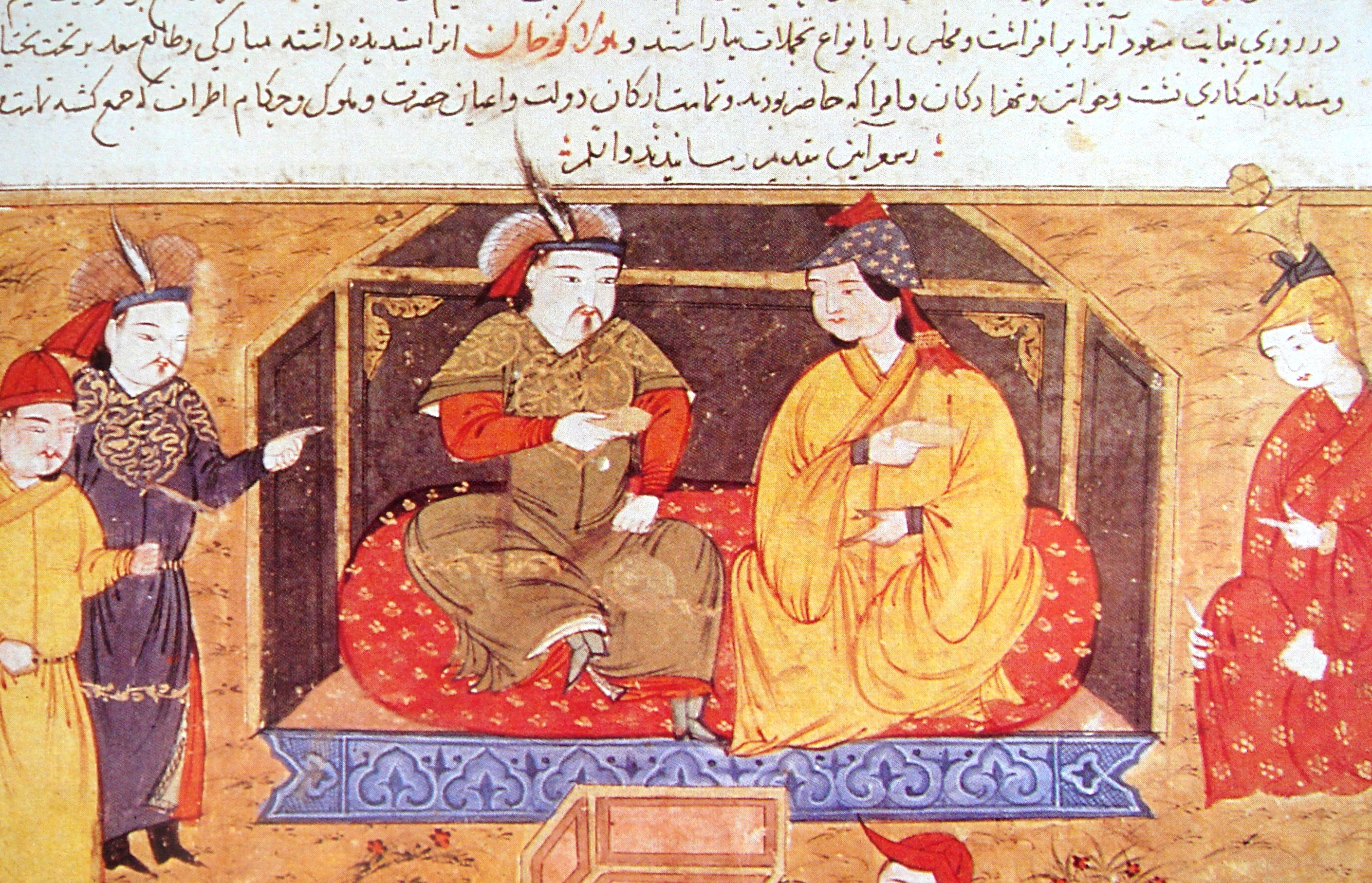
成吉思汗之孙、伊尔汗国建立者旭烈兀与其妻子脱古思可敦。她是东方教会基督教徒。

也里可溫教，即元代時對於基督教各派的總稱。文字紀錄見於《元史》之中，為中国基督教史上第二次傳入中國。（第一次為唐代之景教。）蒙古人现在主要信奉藏传佛教。但在13至14世纪蒙古帝国时期，蒙古人主要信奉萨满教，并存在数量众多的基督徒，且多位高权重。总体而言，蒙古人对大部分宗教相当宽容，并通常对多个宗教同时予以资助。自7世纪起，许多蒙古人受到聂斯脱里派教会（或东方教会，中国称“景教”）传教而改信基督教，甚至一些部落的主要宗教也成为了基督教。在成吉思汗时期，成吉思汗的儿子迎娶了一些克烈部的基督教徒做妻子，在成吉思汗孙子蒙哥统治时期，基督教成为了起主要影响的宗教。
聂斯脱里派基督教的习俗与其他教派有所不同，因此欧洲人常因其对耶稣本质的认识而视其为异端。但是，欧洲人中也流行着有关祭司王约翰的传说，认为在东方有一个信奉基督教的领袖，会帮助他们进行十字军东征。传说的一个版本将约翰的身份与克烈部领导人、蒙古人基督徒王汗联系在了一起。
蒙古人占领了中国北方建立元朝时，东方教会时隔几个世纪得以重新进入中国。随着蒙古人的扩张，可汗配偶对基督教的同情影响了蒙古人的军事战略。在1258年巴格达之围期间，大部分巴格达市民遭到屠杀，但基督教徒得以幸免。当蒙古人侵入巴勒斯坦时，曾试图建立法蘭克-蒙古同盟以联合欧洲基督教徒对抗穆斯林。
蒙古与西方的联系也带来了许多传教士，如方济各会、道明会。他们前往东方试图在东方宣传天主教。

## 傳入經過
十三世紀時，歐洲十字軍東征，適逢蒙古大軍西征中亞，在「敵人的敵人即是朋友」的想法下，以及唐代以來波斯的景教流傳下來關於中國的資料的鼓勵，遠聞蒙古強大的教宗國遂於1245年至1253年間向蒙古派出道明會及方濟各會之宣教士作聯絡工作。1254年，方济各会宣教士吕柏克（鲁不鲁乞）到達上都和林向蒙哥進行宣教，但未能成功。

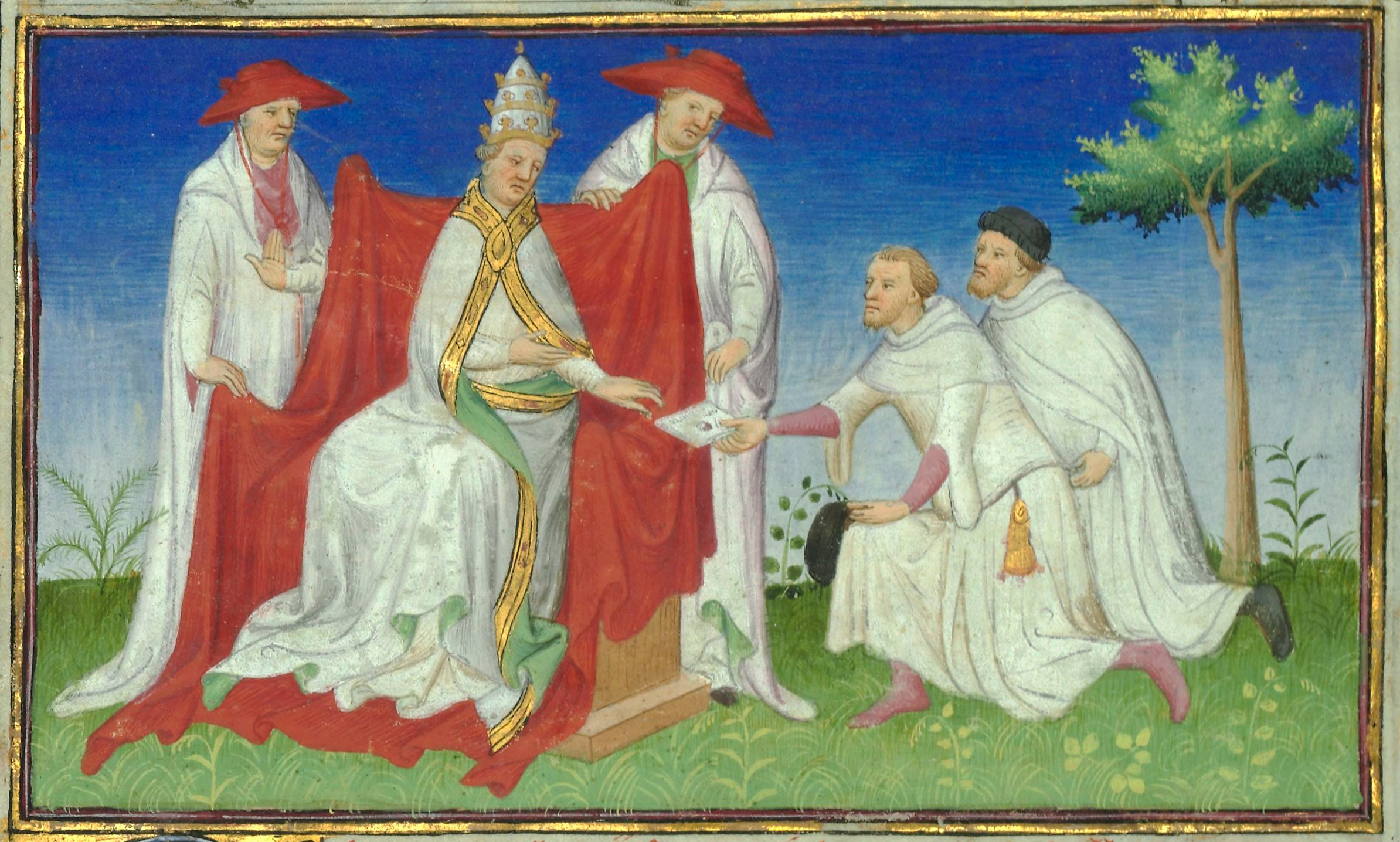
尼科洛·波罗與马费奥·波罗將忽必烈的信交給教宗額我略十世

1266年，元世祖忽必烈派馬可波羅之父及叔父返回歐洲，並向羅馬提議派遣一百名宣教士前往中國，然而最後只有二人自願前往，且皆在未抵達中國前折返。及至1289年，教宗再派方济各会宣教士孟德高維諾前往東方各汗廷。1293年，孟德高維諾到達元大都拜見忽必烈，並獲准在大都宣教，由是開始了元代基督教在華傳教之歷史，當時與唐代以來傳入中國的景教被合稱為也里可溫教。
1328年，孟德高維諾死於中國，當時全中國內有信徒三萬人，可見其盛況。

## 在華宣教之終結

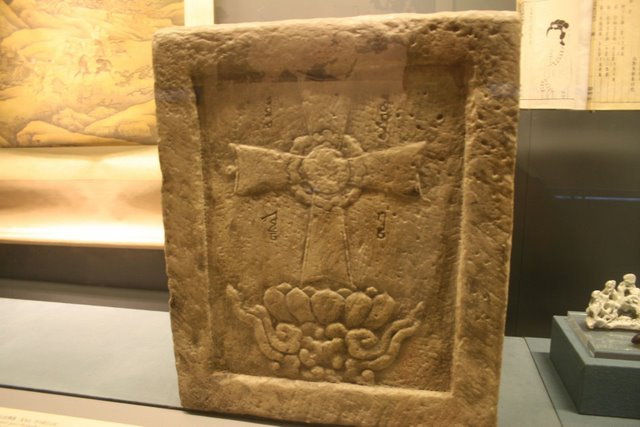
元代十字寺石刻

終元一代，方济各会之宣教士不斷來華進行宣教活動，且得元朝政府之信任，然而其信徒仍主要以色目人為主，未能傳於漢人。及至1368年，朱元璋建立明朝，由於缺乏漢人信徒，元代也里可溫教亦隨蒙古在中国大陆统治的结束而終結在華之宣教事業。

## 陳垣與「也里可溫」
《元史》之中早載有「也里可溫」一詞，但歷來史家均不明其義。晚清年間興起西北史地之學，研究中國之西北地區與中國之關係，其中尤著重元史之研究，然而由於《元史》中多蒙古語而難以了解；另一方面，由於當時駐外使節了解到西方各國均有蒙古之研究，且水平極高，因此激起了中國史學界對蒙古之重新研究，當中更借助西方之學。
清代，侍郎洪鈞出使歐洲德俄奧荷四國後，從西書輾轉譯成《元史譯文証補》，使中國之學者驚嘆西方漢學研究水平之高，更一度掀起「非《元史》」之風。洪鈞當時即在書中提出「也里可溫為景教之餘緒」。及至1902年，清廷命沈家本、伍廷芳為修訂法律大臣，當時沈家本即在《元典章》中發現「也里可溫」之義。
民國初年，由於基督教在華再次興盛，對其在華歷史之研究亦隨之興起。當時輔仁文社即有研究也里可溫教者。其後，當時尚未成名之陳垣受輔仁文社之影響，於1917年作《元也里可溫教考》，明確指出「也里可溫」即「敬拜耶和華者」，也里可溫教為元代傳入之基督教一事，亦正式被中國史學界確實。
陈垣當時亦憑此文章而得享盛名，成為「中國基督教史研究開山祖」之譽，並與史學家陳寅恪在被稱為「史學二陳」。